# Reformatori
Un reformatori o casa de correcció és una institució penitenciària a la qual són internats delinqüents joves fins a setze, o en certes circumstàncies fins a divuit anys.
Troben el seu origen al segle xix quan sota la influència del polític i filòsof britànic Jeremy Bentham i el pedagog belga Ovide Decroly i d'altres es va desenvolupar la idea que a més de la funció de càstig, el sistema penitenciari també tenia una missió de reintegració social en constatar-se que la mera reclusió no era útil per a la societat, per a l'alt grau de reincidència. Per als joves es va adonar-se que el sistema presoner on eren mesclats amb criminals adults no era l'àmbit ideal per a fomentar una rehabilitació després d'acabar la pena.
Des de la fi del segle xx, diferents factors han contribuït a reduir el recurs al reformatori com a eina penal. Conductes que fins fa poc podien conduir a una estada al reformatori, s'han descriminalitzat: la sexualitat no procreatiu, les filles-mares, la dissidència política, l'apostasia religiosa. Per a la majoria dels problemes psicosocials o psiquàtrics, s'han desenvolupat tractaments alternatius amb una tendència de mantenir la persona quant més possible integrada en el seu medi natural (família, escola, món associatiu, cercle d'amics, barri…), quan aquest no és destructiu, en donar l'assistència psicosocial, pedagògica o econòmica necessària. Els grans reformatoris tancats tipus «caserna» han desaparegut i quan cal una fórmula residencial, aquesta s'organitza en unitats més petites, sovint en medi (semi-)obert, tipus llar familiar. La reclusió en centres tancats a Occident es limita a joves que van cometre actes extrems de violència contra persones, de destructivitat o de crims greus contra la propietat.
L'organització actual, a Catalunya, de les institucions d'aquest tipus és organitzada per la Direcció General d'Atenció a la Infància i l'Adolescència (DGAIA). Tot i això i malgrat les modernitzacions, el seu ús queda controvertit, com es demostra el cas d'Èric Bertran, a qui l'Audiència Nacional el 2004 va amenaçar de reclusió en un reformatori per vuit anys pel «delicte» de defensar el català.

## Els reformatoris en l'art
Les situacions desastroses en molts reformatoris, amb una gran discrepància entre el positivisme pedagògic i la pràctica quotidiana de repressió, d'abusos i d'explotació econòmica van inspirar molts obres d'art, com per exemple:
- Oliver Twist (1837-1839), novel·la de Charles Dickens[6]
- Tanguy, història d'un nen d'avui (1957), novel·la autobiogràfica, debut de l'escriptor Michel del Castillo que consagra una llarga part a la seva estada, com a fill de «roja» a l'Asil Duran de Barcelona del 1945 al 1949.[7]
- Oliver! pel·lícula dirigida per Carol Reed, basada en el musical de Lionel Bart (1968) basat en la novel·la de Charles Dickens
- La solitud del corredor de fons (1959), d'Alan Sillitoe, traduït en català per Avel·lí Artís-Gener[8]
- Les germanes de la Magdalena, (The Magdalene Sisters) pel·lícula de Peter Mullan sobre un reformatori de noies a Irlanda (2002)[9]
- Les Choristes (2004), pel·lícula de Christophe Barratier
- Què, el nou musical (2008), musical de Manu Guix i Àlex Mañas